# Callitula elongata
Callitula elongata är en stekelart som först beskrevs av Thomson 1878.  Callitula elongata ingår i släktet Callitula och familjen puppglanssteklar. Arten är reproducerande i Sverige. Inga underarter finns listade.